# Lipinia macrotympanum
Lipinia macrotympanum es una especie de escincomorfos de la familia Scincidae.

## Distribución geográfica
Es endémica de las islas Andamán y Nicobar, pertenecientes a la India.

## Estado de conservación
Se encuentra amenazada por la pérdida de su hábitat natural.